# Rearmamento da Alemanha

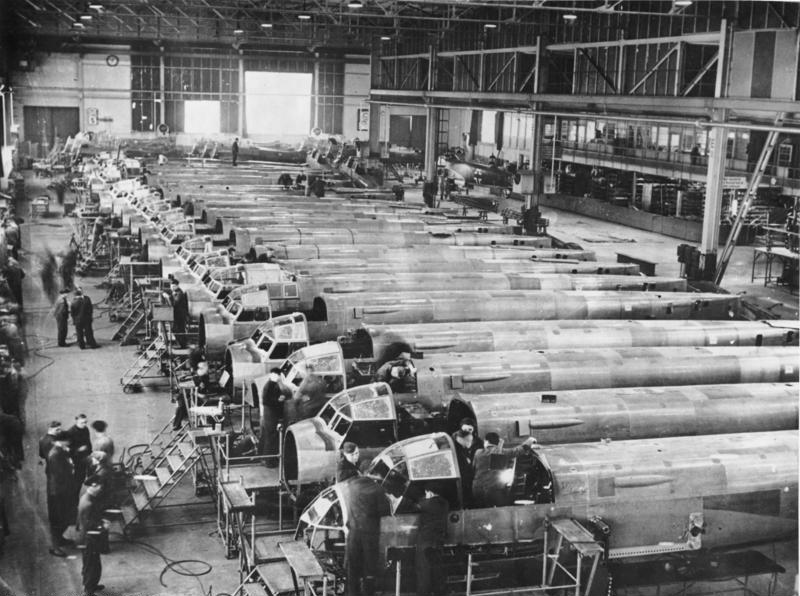
Uma linha de montagem da fábrica da Junkers, em Aschersleben, produzindo aviões Ju 88.

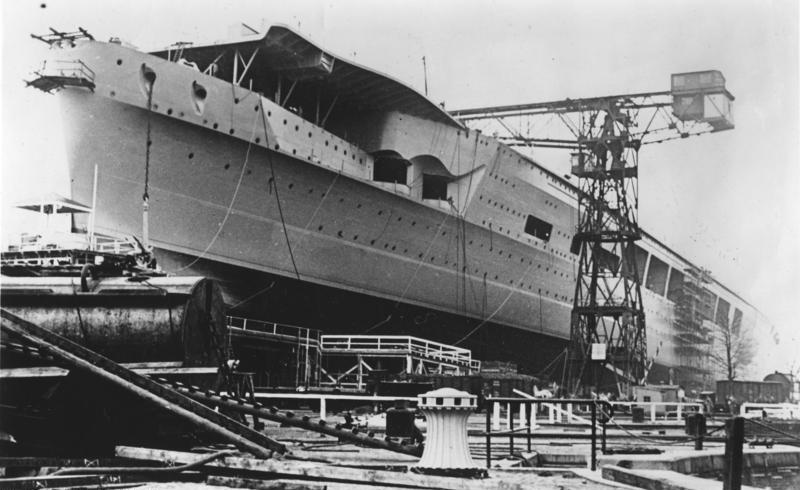
A construção do porta-aviões Graf Zeppelin, em 1938.

O Rearmamento Alemão (em alemão: Aufrüstung), que aconteceu no período entreguerras, foi o processo de rearmamento da Alemanha pós Primeira Guerra Mundial, em violação do Tratado de Versalhes de 1919. Começou, de fato, logo após a assinatura do tratado, ainda que em pequena escala e em segredo, de jeito informal, mas se expandiu maciçamente quando o Partido Nazista de Adolf Hitler ascendeu ao poder em 1933.
Apesar da sua escala, o rearmamento foi, por muitos anos, uma operação secreta, feita as escondidas, até que tudo foi exposto pelo pacifista alemão Carl von Ossietzky em 1931. Apesar de sua delação ter lhe dado o Prêmio Nobel da Paz em 1935, Carl acabou sendo preso pelas autoridades nazistas. Ele foi torturado extensivamente e morreu na cadeia em 4 de maio de 1938. Em resposta aos dados revelados por Von Ossietzky de que a Alemanha estava se rearmando, foi lançada uma nova política no Reino Unido que também iniciou um processo de reconstrução de suas forças armadas, que aumentou ainda mais de intensidade após Adolf Hitler retirar a Alemanha da Liga das Nações e da Conferência para o Desarmamento em Genebra de 1933.
O processo de rearmamento e reconstrução das forças armadas alemãs aumentou consideravelmente o tamanho do corpo de oficiais do exército alemão e o processo de reorganização da infantaria foi uma das prioridades até o estouro da Segunda Guerra Mundial em setembro de 1939. O conde Johann von Kielmansegg (1906-2006) falou depois que o processo de expansão das forças armadas manteve ele e seus colegas calados para reflexão de outras questões, como as políticas raciais nazistas.
O rearmamento alemão foi um sucesso, com o exército sendo reconstruído e expandido, com melhor treinamento para os recrutas, aumento do quadro de oficiais e reaparelhamento com alguns dos melhores equipamentos disponíveis. As fábricas alemãs passaram a trabalhar a toda a velocidade para construir novas armas e fornecer o equipamento necessário para os militares. A força aérea alemã (Luftwaffe) também foi expandida e melhorada, formando alguns dos melhores pilotos em alguns dos mais avançados aviões da época. A Kriegsmarine (marinha de guerra) também foi melhorada, ainda que em menor escala.